# Splav (Herálec)
Splav (německy Splaw) je základní sídelní jednotka, součást obce Herálec v okrese Havlíčkův Brod v kraji Vysočina. Nachází se v katastrálním území Zdislavice u Herálce, asi 6 km severovýchodně od Humpolce a asi 14 km jihozápadně od centra Havlíčkova Brodu.
Splav leží u Zdislavického rybníka, nedaleko se též nachází rybník Kachlička. Přímo ve Splavu se nachází drobný rybník a kříž. V rybníku za Splavem pramení bezejmenný potok, který se vlévá do Perlového potoka. Je zde registrováno 16 čísel popisných a 10 čísel evidenčních.